# Ilhet
Ilhet är en kommun i departementet Hautes-Pyrénées i regionen Occitanien i sydvästra Frankrike. Kommunen ligger i kantonen Arreau som tillhör arrondissementet Bagnères-de-Bigorre. År 2022 hade Ilhet 121 invånare.

## Befolkningsutveckling
Antalet invånare i kommunen Ilhet
| Referens: INSEE |